# Festival de Cannes 1994
Le Festival de Cannes 1994 est la 47e édition du festival, tenue du 12 au 23 mai au palais des festivals. Le président du jury est le cinéaste américain Clint Eastwood.

## Déroulement et faits marquants
L'actrice, chanteuse et réalisatrice Jeanne Moreau est à nouveau chargée d'animer les cérémonies d'ouverture et de remise des prix, fonction qu'elle avait déjà assurée lors de la précédente édition. Le festival s'ouvre avec Le Grand Saut, réalisé par Joel et Ethan Coen qui est également en compétition.
Lors de la montée des marches, une personne âgée s'arrête sur le palier intermédiaire et ralentit l'entrée des invités dans l'auditorium Louis-Lumière. Ce curieux personnage va saluer la foule ici et là et l'on distingue en fait sous sa perruque Michel Piccoli, déguisé en centenaire pour célébrer le premier siècle du cinéma - qu'il incarne dans le film Les Cent et Une Nuits de Simon Cinéma d'Agnès Varda.
Quelques jours plus tard, Jeanne Moreau déclare « Si les menuisiers construisaient leurs chaises de la façon dont les scénaristes construisaient leurs histoires, la plupart du temps on se retrouverait le cul par terre ! »
Lorsque Quentin Tarantino reçoit la Palme d'or, il se fait siffler par une femme à laquelle il adresse alors un doigt d'honneur.

## Composition des jurys officiels

### Jury des longs-métrages
|  | Nom                                         | Qualité                         | Nationalité       |
|  | ------------------------------------------- | ------------------------------- | ----------------- |
|  | Clint Eastwood (président du jury)          | acteur, réalisateur, producteur | États-Unis        |
|  | Catherine Deneuve (vice-présidente du jury) | actrice                         | France            |
|  | Pupi Avati                                  | réalisateur                     | Italie            |
|  | Guillermo Cabrera Infante                   | écrivain                        | Cuba              |
|  | Kazuo Ishiguro                              | écrivain                        | Royaume-Uni Japon |
|  | Alexandre Kaïdanovski                       | réalisateur                     | Russie            |
|  | Marie-Françoise Leclère                     | journaliste                     | France            |
|  | Shin Sang-ok                                | réalisateur                     | Corée du Sud      |
|  | Lalo Schifrin                               | compositeur                     | Argentine         |
|  | Alain Terzian                               | producteur                      | France            |

### Jury de la Caméra d’or
| Nom                                | Qualité                                           | Nationalité  |
| ---------------------------------- | ------------------------------------------------- | ------------ |
| Marthe Keller (présidente du jury) | actrice                                           | Suisse       |
| Josée Brossard                     | cinéphile                                         | France       |
| An-Cha Flubacher Rhim              | critique                                          | Corée du Sud |
| Mario Dorminsky                    | personnalité journalistique et du monde du cinéma | Portugal     |
| François Ode                       | réalisateur                                       | France       |
| Hans Beerekamp                     | critique                                          | Pays-Bas     |
| Georges Pansu                      | technicien                                        | France       |
| Jacques Zimmer                     | critique                                          | France       |

## Sélections

### Sélection officielle

#### Compétition
La sélection officielle en compétition se compose de 23 films :
| Titre                                                    | Réalisation          | Pays        | Distribution                                            |
| -------------------------------------------------------- | -------------------- | ----------- | ------------------------------------------------------- |
| Barnabo des montagnes                                    | Mario Brenta         | Italie      | Marco Pauletti, Duilio Fontana                          |
| Journal intime                                           | Nanni Moretti        | Italie      | Nanni Moretti, Jennifer Beals                           |
| Confusion chez Confucius                                 | Edward Yang          | Taïwan      | Shiang-chyi Chen, Yiwen Chen                            |
| Exotica                                                  | Atom Egoyan          | Canada      | Bruce Greenwood, Mia Kirshner, Don McKellar             |
| Grosse Fatigue                                           | Michel Blanc         | France      | Michel Blanc, Carole Bouquet                            |
| Vivre !                                                  | Zhang Yimou          | Chine       | Ge You, Gong Li                                         |
| Riaba ma poule                                           | Andreï Kontchalovski | Russie      | Inna Tchourikova, Viktor Mikhaïlov                      |
| La Reine de la nuit                                      | Arturo Ripstein      | Mexique     | Arturo Alegro, Alex Cox                                 |
| La Reine Margot                                          | Patrice Chéreau      | France      | Isabelle Adjani, Daniel Auteuil                         |
| Le buttane                                               | Aurelio Grimaldi     | Italie      | Luigi Maria Burruano, Vincenzo Crivello                 |
| Le Joueur de violon (en compétition pour la Caméra d'or) | Charles Van Damme    | Belgique    | Richard Berry, François Berléand                        |
| Les Patriotes                                            | Éric Rochant         | France      | Yvan Attal, Nancy Allen                                 |
| Mrs Parker et le Cercle vicieux                          | Alan Rudolph         | États-Unis  | Jennifer Jason Leigh, Campbell Scott, Matthew Broderick |
| Les Gens de la rizière                                   | Rithy Panh           | Cambodge    | Peng Phan, Chhim Naline                                 |
| Soleil trompeur                                          | Nikita Mikhalkov     | Russie      | Nikita Mikhalkov, Viatcheslav Tikhonov                  |
| Pulp Fiction                                             | Quentin Tarantino    | États-Unis  | John Travolta, Samuel L. Jackson, Uma Thurman           |
| Destinée (Swaham)                                        | Shaji N. Karun       | Inde        | Aswani, Sarath                                          |
| Les Leçons de la vie                                     | Mike Figgis          | Royaume-Uni | Albert Finney, Greta Scacchi, Matthew Modine            |
| Le Grand Saut film d'ouverture du festival               | Joel et Ethan Coen   | États-Unis  | Tim Robbins, Jennifer Jason Leigh, Paul Newman          |
| Trois couleurs : Rouge                                   | Krzysztof Kieślowski | Pologne     | Irène Jacob, Jean-Louis Trintignant                     |
| Un été inoubliable                                       | Lucian Pintilie      | Roumanie    | Kristin Scott Thomas, Claudiu Bleont                    |
| Une pure formalité                                       | Giuseppe Tornatore   | Italie      | Gérard Depardieu, Roman Polanski                        |
| Au travers des oliviers                                  | Abbas Kiarostami     | Iran        | Farhad Kheradmand, Mohamad Ali Keshavarz                |

#### Un certain regard
La section Un certain regard comprend 21 films :
| Titre                                | Réalisation                      | Pays               | Distribution                           |
| ------------------------------------ | -------------------------------- | ------------------ | -------------------------------------- |
| Le Rêve de papillon film d'ouverture | Marco Bellocchio                 | Italie             | Thierry Blanc, Nathalie Boutefeu       |
| Bab El-Oued City                     | Merzak Allouache                 | Algérie            | Hassan Abdou, Mabrouk Ait Amara        |
| Bosna !                              | Bernard-Henri Lévy/Alain Ferrari | France             | Documentaire                           |
| Casa de Lava                         | Pedro Costa                      | Portugal           | Raul Andrade, Christiano Andrade Alves |
| Clean, Shaven 1er film               | Lodge Kerrigan                   | États-Unis         | Robert Albert, Molly Castelloe         |
| Le Songe !                           | Unni Straume                     | Norvège            | Bibi Anderson, Lars Erik Berenett      |
| La Leçon Faust                       | Jan Švankmajer                   | République tchèque | Petr Čepek                             |
| I Like It Like That 1er film         | Darnell Martin                   | États-Unis         | Lauren Vélez, Jon Seda                 |
| J'ai pas sommeil                     | Claire Denis                     | France             | Katerina Golubeva, Richard Courcet     |
| Jean le Verceau                      | Jan Jakub Kolski                 | Pologne            | Grazyna Blecka-Kolska, Bogusław Linda  |
| L'Eau froide                         | Olivier Assayas                  | France             | Virginie Ledoyen, Cyprien Fouquet      |
| Les Naufragés                        | Miguel Littin                    | Chili              | Luis Alarcon, Bastian Bodenhofer       |
| Picture Bride 1er film               | Kayo Hatta                       | États-Unis         | Youki Kudoh, Toshiro Mifune            |
| Sin Compasion                        | Francisco J. Lombardi            | Pérou              | Diego Bertie, Jorge Chiarella          |
| Sleep with Me 1er film               | Rory Kelly                       | États-Unis         | Amaryllis Borrego, Dean Cameron        |
| Suture 1er film                      | Scott McGehee, David Siegel      | États-Unis         | Mark Demichele, Sandy Gibbons          |
| Priscilla, folle du désert           | Stephan Elliott                  | Australie          | Terence Stamp, Hugo Weaving            |
| Le Voyage interrompu                 | Sandip Ray                       | Inde               | Bina, Soumitra Chatterjee              |
| Xime 1er film                        | Sana Na N'Hada                   | Guinée             | Juan Carlos Tajes, Etelvina Gomes      |
| L'Histoire de Xinghua                | Yin Li                           | Chine              | Zhang Guoli, Zang Haiyan               |
| Les Roseaux sauvages film de clôture | André Téchiné                    | France             | Élodie Bouchez, Frédéric Gorny         |

#### Hors-compétition
Les films suivants sont présentés hors-compétition.

##### Séances spéciales
| Titre                  | Réalisation   | Pays         | Distribution               |
| ---------------------- | ------------- | ------------ | -------------------------- |
| Montand                | Jean Labib    | France       |                            |
| Vanished film surprise | Shin Sang-ok  | Corée du Sud | Lee Na Kang, Okk Kyung Kim |
| Veillées d'armes       | Marcel Ophüls | France       |                            |

##### Séances «Contes de la séduction»
| Titre                          | Réalisation     | Pays      | Distribution                       |
| ------------------------------ | --------------- | --------- | ---------------------------------- |
| The Dutch Master film surprise | Susan Seidelman | Allemagne | Sharon Angela, Richard De Dominico |
| Wet                            | Bob Rafelson    | Allemagne | Arliss Howard, John Toles-Bey      |

##### Programme de six courts-métrages
| Titre                        | Réalisation     | Pays             |
| ---------------------------- | --------------- | ---------------- |
| A Game with No Rules         | Scott Reynolds  | Nouvelle-Zélande |
| Eau de la vie                | Simon Baré      | Nouvelle-Zélande |
| I'm So Lonesome, I Could Cry | Michael Hurst   | Nouvelle-Zélande |
| The Dig                      | Neil Pardington | Nouvelle-Zélande |
| The Model                    | Jonathan Brough | Nouvelle-Zélande |
| Stroke                       | Christine Jeffs | Nouvelle-Zélande |

#### Courts-métrages
| Titre                                                                                                | Réalisation                              | Pays             |
| --- | ---------------------------------------- | ---------------- |
| Book of Dreams : « Welcome to Crateland » (Le Journal des rêves : « Bienvenue au pays des caisses ») | Alex Proyas                              | Australie        |
| Lemming Aid                                                                                          | Grant Lahood                             | Nouvelle-Zélande |
| Parlez après le signal sonore                                                                        | Olivier Jahan                            | France           |
| Sure to Rise                                                                                         | Niki Caro                                | Nouvelle-Zélande |
| Syrup                                                                                                | Paul Unwin                               | Royaume-Uni      |
| Una strada diritta lunga                                                                             | Werther Germondari, Maria Laura Spagnoli | Italie           |

### Quinzaine des réalisateurs

#### Longs métrages
Les films suivants sont présentés à la Quinzaine des réalisateurs. Présenté en séance spéciale, Man, God, the Monster est un film collectif rassemblant trois courts-métrages.
| Titre                                    | Réalisation                                                     | Pays               |
| ---------------------------------------- | --------------------------------------------------------------- | ------------------ |
| 71 Fragments d'une chronologie du hasard | Michael Haneke                                                  | Autriche           |
| La Cassette                              | Manoel de Oliveira                                              | Portugal           |
| Amateur                                  | Hal Hartley                                                     | États-Unis         |
| Ils sont venus de la neige               | Sotiris Goritsas                                                | Grèce              |
| Auf Wiedersehen Amerika                  | Jan Schütte                                                     | Allemagne          |
| La Reine des bandits                     | Shekhar Kapur                                                   | Inde               |
| Back to Back, Face to Face               | Huang Jianxin                                                   | Chine              |
| Salé, sucré                              | Ang Lee                                                         | Taïwan             |
| Faut pas rire du bonheur                 | Guillaume Nicloux                                               | France             |
| Fresh                                    | Boaz Yakin                                                      | États-Unis         |
| Katia Ismailova                          | Valeri Todorovski                                               | Russie             |
| Les Amoureux                             | Catherine Corsini                                               | France             |
| Les Silences du palais                   | Moufida Tlatli                                                  | Tunisie            |
| Man, God, the Monster                    | Mirsad Idrizovic, Pjer Zalica, Ademir Kenović, Ismet Arnautalic | Bosnie-Herzégovine |
| Muriel                                   | Paul John Hogan                                                 | Australie          |
| Petits arrangements avec les morts       | Pascale Ferran                                                  | France             |
| Tiens ton foulard, Tatiana               | Aki Kaurismäki                                                  | Finlande           |
| Senza pelle                              | Alessandro D'Alatri                                             | Italie             |
| Trois Palmiers                           | João Botelho                                                    | Portugal           |
| Trop de bonheur                          | Cédric Kahn                                                     | France             |
| Les Corneilles                           | Dorota Kędzierzawska                                            | Pologne            |

#### Courts métrages
| Titre                                        | Réalisation     | Pays   |
| -------------------------------------------- | --------------- | ------ |
| 75 centilitres de prière                     | Jacques Maillot | France |
| Deus ex machina                              | Vincent Mayrand | France |
| Dimanche ou les Fantômes                     | Laurent Achard  | France |
| Éternelles                                   | Érick Zonca     | France |
| Troubles ou la Journée d’une femme ordinaire | Laurent Bouhnik | France |

### Semaine de la critique

#### Longs métrages
| Titre                          | Réalisation      | Pays       |
| ------------------------------ | ---------------- | ---------- |
| Clerks : Les Employés modèles  | Kevin Smith      | États-Unis |
| Regarde les hommes tomber      | Jacques Audiard  | France     |
| Zinat                          | Ebrahim Mokhtari | Iran       |
| Veilleur de nuit (Nattevagten) | Ole Bornedal     | Danemark   |
| Couvre-feu                     | Rashid Masharawi | Palestine  |
| El dirigible                   | Pablo Dotta      | Uruguay    |
| Le printemps n'existe plus     | Frouke Fokkema   | Pays-Bas   |

#### Courts métrages
| Titre               | Réalisation       | Pays        |
| ------------------- | ----------------- | ----------- |
| Performance Anxiety | David Ewing       | États-Unis  |
| One Night Stand     | Bill Britten      | Royaume-Uni |
| Poubelles           | Olias Barco       | France      |
| Crevaison           | Alejandra Moya    | Mexique     |
| Les Brigands        | Abi Feijo         | Portugal    |
| Home Away from Home | Maureen Blackwood | Royaume-Uni |
| Off Key             | Karethe Linaae    | Canada      |

## Palmarès

### Compétition
- Palme d'or : Pulp Fiction de Quentin Tarantino (États-Unis)
- Grand prix du jury (ex æquo) : Soleil trompeur de Nikita Mikhalkov (Russie) et Vivre ! de Zhang Yimou (Chine)
- Prix de la mise en scène : Nanni Moretti pour Journal intime (Italie)
- Prix du jury : La Reine Margot de Patrice Chéreau (France)
- Prix d’interprétation féminine : Virna Lisi dans La Reine Margot
- Prix d’interprétation masculine : Ge You dans Vivre !
- Prix du scénario : Michel Blanc pour Grosse Fatigue (France)
- Grand prix de la commission supérieure technique : Grosse Fatigue de Michel Blanc (France)
- Caméra d’or : Petits arrangements avec les morts de Pascale Ferran (France)
- Mention spéciale Caméra d’or : Les Silences du palais de Moufida Tlatli (Tunisie/France)
- Palme d'or du court-métrage : El héroe de Carlos Carrera (Mexique)

### Prix FIPRESCI
Le prix FIPRESCI du Festival de Cannes est remis à 2 films.
| Attribué à       | Réalisateur      | Pays    | Section           |
| ---------------- | ---------------- | ------- | ----------------- |
| Exotica          | Atom Egoyan      | Canada  | Compétition       |
| Bab El-Oued City | Merzak Allouache | Algérie | Un Certain Regard |